# Црква Светог пророка Јеремије у Луговету
Црква Светог пророка Јеремије је православна црква у месту Луговет, жупанија Караш-Северин, Румунија. Припада Епархији темишварској Српске православне цркве. 

## Историја
Први запис о цркви у Луговету је из 1755. године. Била је од плетера, покривена шиндром и имала је дрвени торањ. Она је 1847. порушена. а место где се налазила обележено је каменим крстом са натписом 1873. године. Садашња црква, зидана је у периоду од 1846. до 1847. године, стотинак метара западније од места где је била стара црква. Украшавање је завршено 1913. године кичицом Стевана Алексића из Арада, што је био његов последњи иконостас и последњи рад на црквама. Резбарске и позлаћене радове је извео Миливој Брандић, док је престоле урадио Јосиф Босиок.Значајније оправке су извођене 1928. и 1990. како би се одржао првобитни изглед храма. 
Црква је споља у облику лађе, унутра у облику крста, са лучном олтарском апсидом, засвођена печеном циглом.  Од три црквена травеја, солеја је кратка и пронаос необично умањен, али не због наоса, већ зато што је највећим делом попуњен масивним стубовима који придржавају торањ. У торњу се налазе три звона, а завршни украсни део је лепо обликован бакарним лимом. Најстарија црквена књига је Октоих из 1644. године, а остале су углавном штампане пре 1847. године. Поред храмовне славе, мештани обележавају као заветни празник Трнове Петке.

## Иконостас
Од иконостаса су приказане на царским дверима Благовести, на бочним архиђакон Стефан, односно архангел Михаил, престоне иконе Свети пророк Јеремија, Богородица, Спаситељ и Претеча, празничне иконе Рођење, Крштење, Васкрсење и Вазнесење Христово, Силазак Светог Духа и Преображење, централна икона Тајна вечера, у луку тематски склоп Распећа, у подножју Крста Света Тројица и бочно са обе стране иконе Светих јеванђелиста.